# Clinodiplosis ilicicola
Clinodiplosis ilicicola är en tvåvingeart som först beskrevs av Del Guercio 1918.  Clinodiplosis ilicicola ingår i släktet Clinodiplosis och familjen gallmyggor.
Artens utbredningsområde är Italien. Inga underarter finns listade i Catalogue of Life.